# Vojtěch Budinský-Krička
Vojtěch Budinský-Krička (24. července 1903, Ružomberok – 5. ledna 1993, Košice) byl slovenský archeolog.

## Odborné vzdělání a zaměstnání
- V Bratislavě studoval nejprve práva, poté ale dějepis, zeměpis a národopis s vedlejší archeologií (FF Univerzita Komenského v Bratislave, 1923–27) a následně v Krakově (1927–28).
- 1929–33 kustodem archeologického oddělení Slovenského národného múzea v Turčianskom Sv. Martině (do r. 1950 čestným kustodem)
- 1933–39 Státní archeologický ústav v Praze
- 1939 Po odchodu Jana Eisnera ze Slovenska se stává docentem.
- 1939–42 Zakládal (a do roku 1951 vedl) Štátny archeologický ústav v Martině.
- 1940–50 Profesorem (1940–44 mimořádným, v letech. 1944–50 řádným profesorem), vedl katedru prehistorické archeologie na FF Univerzity Komenského.
- 1951 Odsouzen na 8 let do vězení
- 1954 zásluhou Jana Eisnera propuštěn
- 1954–80 Expozitura v Košicích (1958–74 vedoucí)
- 1966 titul CSc.
- 1969 titul DrSc.

Publikoval několik monografií o slovenské archeologii. V Čechách provedl v letech 1933–38 řadu výzkumů na lokalitách pravěkých (Malá Bělá, Vliněves, Třebusice), raně středověkých (Hradsko, Prachovské skály) i vrcholně středověkých (Ostrov u Davle). Vytvořil muzejní expozici v Mělníku. S V. Ondrouchem uspořádal v Praze roku 1937 výstavu Slovensko v pravěku a na úsvitě dějin, což byla první prezentace slovenské archeologie v Čechách.

## Publikace
- Seznam děl v Souborném katalogu ČR, jejichž autorem nebo tématem je Vojtěch Budinský-Krička
- Výtvarný prejav slovanského praveku (1942)
- Slovenské dejiny I. Slovensko v praveku (1947 – podíl)